# Campoamor (Sabadell)
Campoamor és un barri del sud de Sabadell, al Districte 6.
L'origen del seu nom prové de l'escriptor Ramón de Campoamor. El barri va néixer a principis de la dècada dels 1950 amb els pisos de SAIDA. El grup Sant Pau fou inaugurat l'any 1958; l'Instituto Nacional de la Vivienda va ser l'encarregat de construir el polígon Sant Pau, amb 461 pisos de 54 a 57 m². Al barri hi ha altres grups d'habitatges, com les cases de Fàtima, els blocs de la Cooperativa Vaguada, els blocs d'habitatges del carrer Goya i els dels metal·lúrgics del Grup Sant Pau. L'Ajuntament hi va construir l'any 1982 un mercat municipal. L'any 1963 s'hi va fundar la parròquia de Sant Joan Baptista. Els primers ocupants del barri eren immigrants, principalment d'Andalusia.